# Граунке, Курт
Курт Граунке (нем. Kurt Graunke; 20 сентября 1915, Штеттин — 5 июня 2005, Мюнхен) — немецкий дирижёр и композитор.
С двенадцати лет учился играть на скрипке, с 1933 г. играл в городском оркестре Штеттина. Затем учился в Берлинской высшей школе музыки, работал в Вюрцбурге. По окончании Второй мировой войны перебрался в Мюнхен и собрал коллектив музыкантов, с которым 25 сентября 1945 года дал благотворительный концерт в пользу Баварского Красного креста. Постепенно концертная и особенно звукозаписывающая деятельность этого оркестра стала расширяться. Граунке назвал его просто Симфонический оркестр Граунке (нем. Symphonie-Orchester Graunke). Прежде всего созданный Граунке коллектив был востребован в записи саундтреков к фильмам: в общей сложности с участием этого оркестра записана музыка к более чем 500 фильмам. Граунке руководил оркестром до 1989 года, после его отставки оркестр был переименован в Мюнхенский симфонический оркестр. В 1985 г. Граунке был удостоен Культурной премии Верхней Баварии.
Композиторское наследие Граунке включает 9 симфоний, скрипичный концерт, струнный квартет, вокальную музыку.
Граунке был велосипедистом-любителем и даже принимал участие в чемпионате мира среди ветеранов.